# 1912년 전파법
1912년 전파법(Radio Act of 1912, 공식 명칭: An Act to Regulate Radio Communication, 무선 통신 규제법, 37 Stat. 302)은 라디오 방송국에 대한 라이선스를 요구하는 최초의 법률인 미국 연방법이다. 이 법은 일반 대중에게 방송이 도입되기 전에 제정되었으며 결국 이 새로운 서비스를 효과적으로 통제하기에는 권한이 불충분한 것으로 밝혀져 1927년 전파법 통과로 이 법이 대체되고 정부의 규제 권한이 강화되었다.

## 같이 보기
- 타이타닉호 침몰 사고